# Терра сигиллата

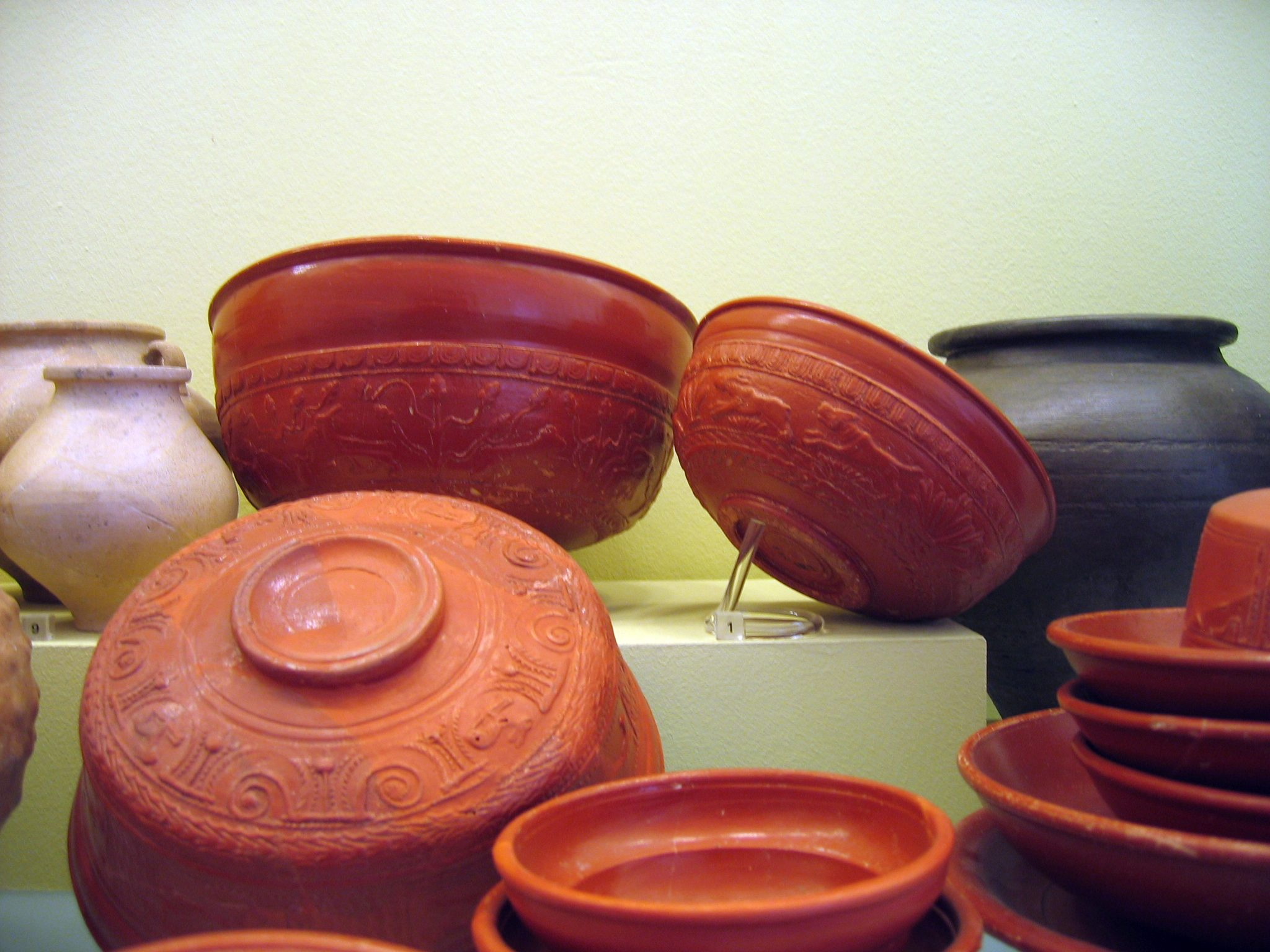
Древнеримские изделия терра сигиллата. Констанц, Археологический музей

Терра сигиллата (лат.  terra sigillata, от лат.  terra — земля, глина и лат. sigillum — печать, рельефное клеймо, фигурка, знак) — «печатная земля, глина с отпечатками». Древнеримское название разновидности керамических изделий — кубков, блюд, тарелей, чаш из красной неглазурованной глины (терракоты), которые производили около ста лет, примерно в 50 г. до н. э. — 50 г. н. э. Такие изделия имеют гладкую лощёную поверхность (достигаемую притиранием поверхности гладким предметом, чаще с маслом, до обжига) и рельефный декор, получаемый оттискиванием сырой глины в форму.

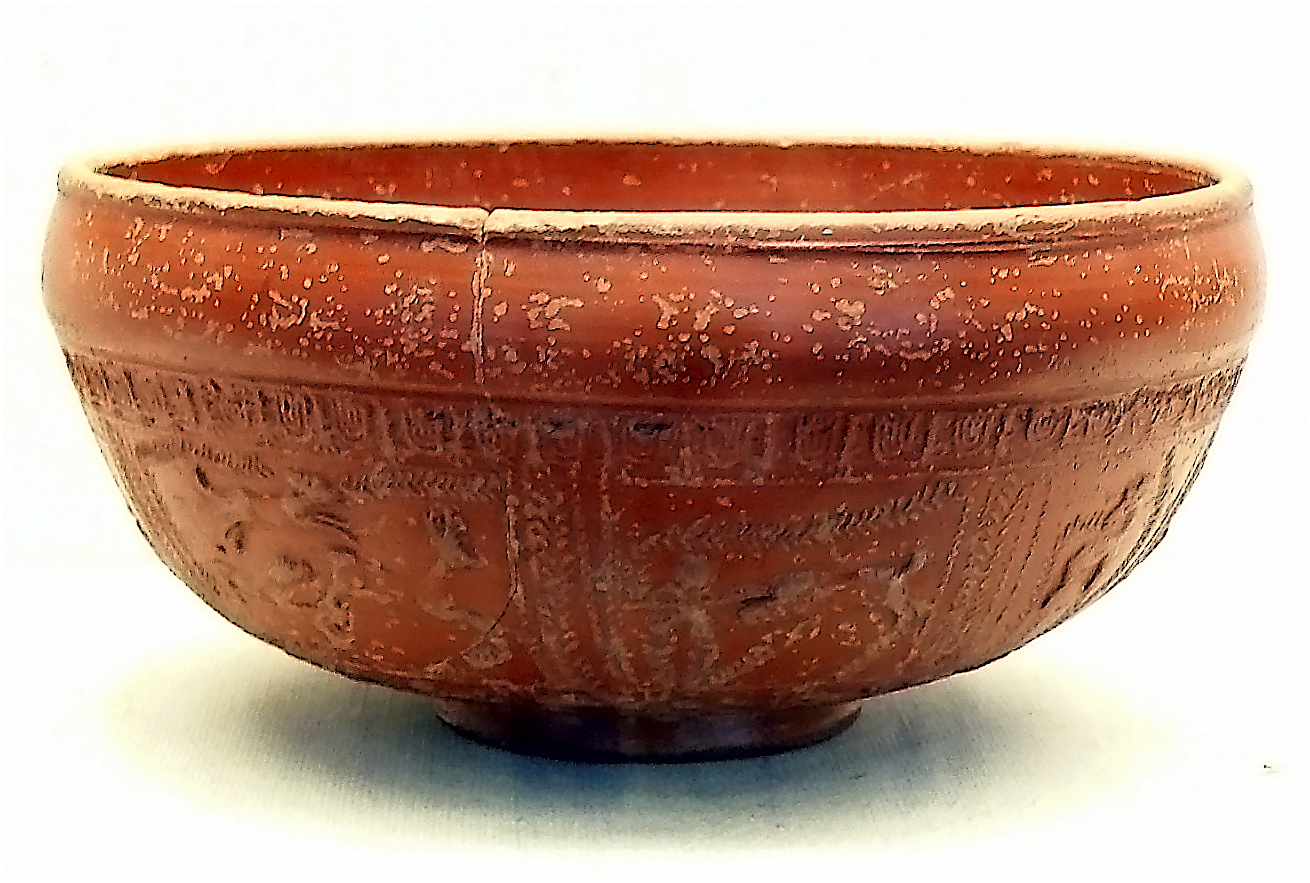
Чаша терра сигиллата. Вальядолид, Испания

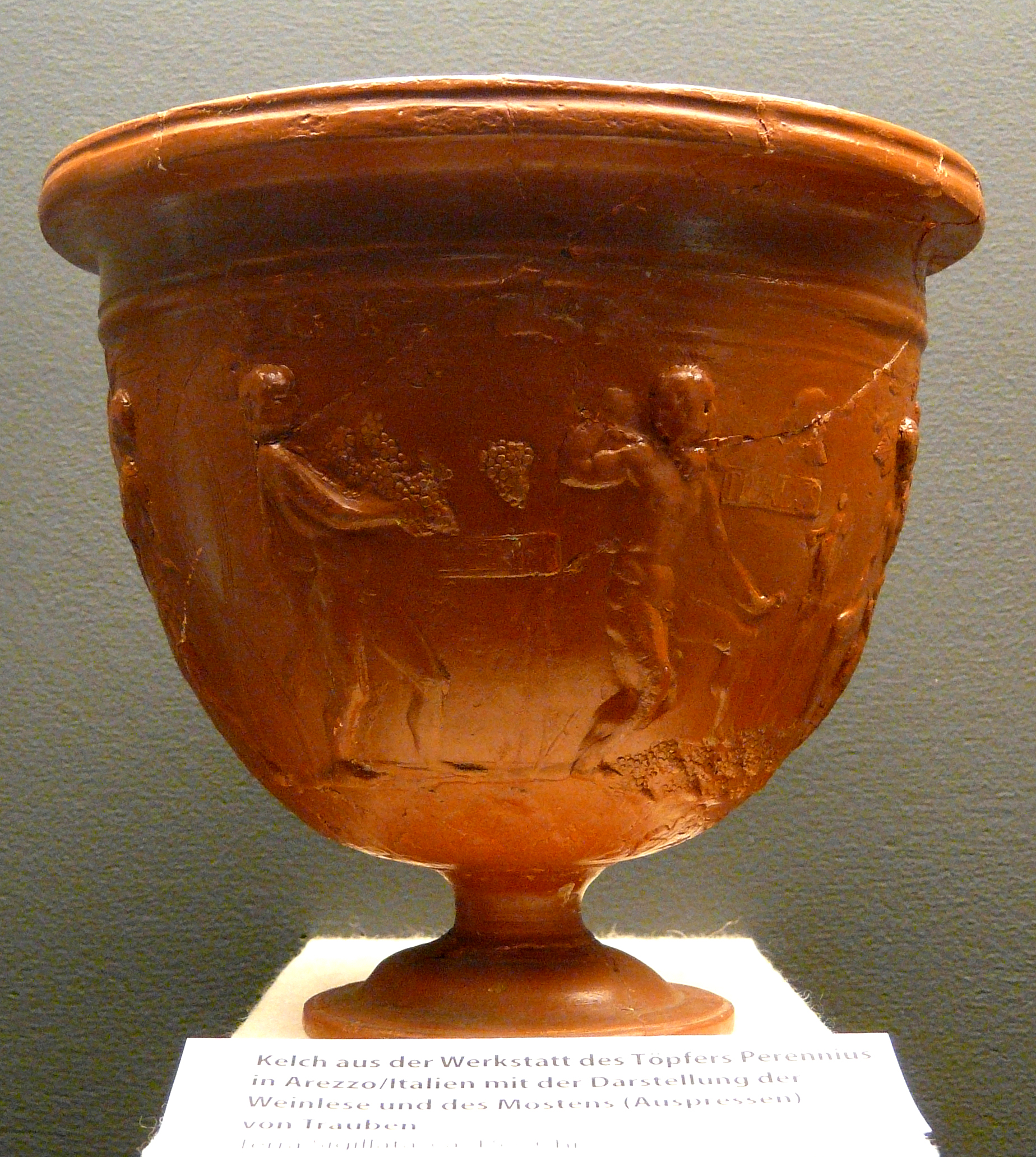
Чаша терра сигиллата. Аретинская керамика

Вначале такую технику использовали для того, чтобы ставить на изделие клеймо гончара, затем превратили в приём тиражирования рельефного декора с помощью специальных печаток. Иногда рельефный рисунок делали на отдельных глиняных лентах, которые затем наклеивали с помощью жидкой глины (позднейшие названия: барботин или болюс). После обжига накладной декор сплавлялся с основой, а лощёная поверхность делала сосуд водонепроницаемым.
Похожие произведения изготавливали греческие мастера в Восточном Средиземноморье в эллинистический период, в частности в Мегарах, западнее Афин — так называемые мегарские чаши, а также в Пергаме (Малая Азия), на о. Самос. В I—III веках чаши и блюда с накладным или печатным рельефным декором делали в Италии, в мастерских Этрурии, в г. Ареций, ныне Ареццо (аретинская керамика), в других италийских городах — Путеоли, Суррент, Мутина.
Известны также изделия из мастерских римской Галлии, начало которым было положено экспортом керамики терра сигиллата из Мегар и Ареция. Такие мастерские возникали в конце II века в южной и восточной Галлии, в частности, в Райнцаберне в земле Рейнланд-Пфальц, в восточно-рейнских землях. Поэтому галльские изделия терра сигиллата стали со временем именовать рейнской керамикой. Они отличаются блестящим лаком и декором, иллюстрирующим эпизоды греко-римской мифологии и свидетельствующим об истории романизации Галлии. Основными центрами стали также южные Аргонны (северо-восток современной Франции), Грофесенк Аверон и Банассак Лозер на юге франкских земель. В Лезу (Пюи-де-Дом) насчитывалось более сотни керамических мастерских.
Значительная коллекция римской посуды терра сигиллата из раскопок в Северном Причерноморье хранится в собрании Санкт-Петербургского Эрмитажа.
Одним из результатов популярности античной керамики терра сигиллата стала путаница в названиях, отчасти сохранившаяся до наших дней. В Средневековье схожую по составу глину, состоящую из кварца, кремнезёма, силикатов алюминия и глинозёма с греческого острова Лемнос, где в древности процветал культ Эскулапа, древнеримского бога врачевания, доставляли в страны центральной Европы. Она считалась целебной, помогающей от укусов змей, отравлений и чумы. Такая глина действительно имеет абсорбирующую способность, что отмечено во многих медицинских трактатах средневековья. Она получила название лемносской земли (terra lemnica). Чтобы защитить драгоценное лекарство от фальсификации на плитки целебной глины ставили штамп, означающий место происхождения. Отсюда и название такой глины «терра сигиллата». Стоимость «лемносской земли», особенно во время свирепых эпидемий, была непомерно высока.
Лечебная земля из Армении (Terra Armena, Bolus armenicus, Lutum armenicum) также продавалась под названием «терра сигиллата». Её продавали на о. Мальта, служившим перевалочным пунктом многих восточных товаров. Ещё одно название, «сырая земля Святого Павла» (итал.  Terra di San Paolo cruda), «T.d.S.P. pulvis», как и вера в чудодейственную целительную силу мальтийской земли, была основана на легенде, согласно которой святой Апостол Павел потерпел кораблекрушение на Мальте по пути в Рим в 59 году н. э. Там он нашёл убежище в пещере, его укусила змея, но он выжил (Деян. 28:1-6). Эта легенда пережила века и особенно культивировалась рыцарями Святого Иоанна, правивших островом с 1530 года.